# Tedizolid
Tedizolid (Handelsname Sivextro) ist neben Linezolid ein Reserveantibiotikum der Gruppe der Oxazolidinone und wird zur Behandlung von Infektionen der Haut und des Gewebes unter der Haut durch multiresistente Bakterien wie MRSA eingesetzt. Im Vergleich zu Linezolid hat es eine vier- bis sechzehnfache Wirkung gegen Staphylokokken und Enterokokken. Die eingesetzte Dosis ist im Regelfall 200 mg/Tag. Tedizolid wurde von Trius Therapeutics bis zur Marktreife entwickelt und folgend von Cubist Pharmaceuticals übernommen. Das Antibiotikum wurde 2015 von der Europäischen Kommission zugelassen. Die Bioverfügbarkeit von Tedizolid beträgt 91 %. Die biologische Halbwertszeit liegt bei 12 Stunden.

## Wirkungsweise
Tedizolid wird aus Tedizolid-Phosphat durch Plasma-Phosphatasen freigesetzt. Durch Bindung an bakterielle 50S-Ribosomen in der Nähe der Bindungsstelle für die 30S-Untereinheit verhindert es die Bildung des 70S-Initiationskomplexes und damit die bakterielle Proteinbiosynthese. Der ungewöhnliche Wirkmechanismus von Tedizolid und anderen Oxazolidinonen macht die Entwicklung von Kreuzresistenzen mit anderen Antibiotika unwahrscheinlich.

## Gewinnung und Darstellung
In der Literatur sind mehrere Synthesen von Tedizolid-Phosphat beschrieben.